# Señales del fin del mundo
Señales del fin del mundo è un album discografico tratto dalla telenovela argentina Cata e i misteri della sfera, pubblicato nel 2014 da Leader Music sotto licenza Yair N. Dori S.A.
Il disco viene messe in commercio il 16 marzo. La maggior parte dei brani sono cantati da Micaela Riera e sono presenti ventitré tracce più una bonus track. Le canzoni sono state presentate al pubblico durante uno show gratuito a Buenos Aires e nell'ottobre del 2015 dalla protagonista Micaela Riera in una rappresentazione al Teatro Manzoni di Milano.
Dall'album sono usciti vari videoclip tra cui Canción de los clones, Un nuevo día e Quiero que Me Lleve tu Amor. In Italia è stata pubblicata agli inizi di agosto la versione italiana di quest'ultima intitolata Due pianeti, però, non inserita in alcun compact disc.

## Tracce
Testi e musiche di Leonardo Centeno e Alejo Stivel.
1. Micaela Riera – Un nuevo día (feat. Santiago Ramundo, Florencia Cappiello, Sofía Pachano,Macarena Paz, Federico Coates, Matías Mayer, Talo Silveyra, Nicole Luis) – 2:57
2. Micaela Riera – Mundo bonito (feat. Santiago Ramundo, Macarena Paz, Matías Mayer, Federico Coates Florencia Cappiello, Nicole Luis, Talo Silveyra) – 4:05
3. Micaela Riera – Quiero que me lleve tu amor (feat. Santiago Ramundo, Florencia Cappiello, Sofia Pachano, Macarena Paz, Federico Coates, Matías Mayer, Talo Silveyra, Nicole Luis) – 2:31
4. Micaela Riera – Noches desvelado (feat. Santiago Ramundo) – 3:33
5. Micaela Riera – Una señal (feat. Florencia Cappiello, Santiago Ramundo, Matías Mayer, Macarena Paz) – 4:13
6. Federico Coates – Basta (feat. Juan Cruz Porta, Franco Masini, Marcos Rauch) – 3:56
7. Matías Mayer – Canción de los Clones (feat. Nicole Luis) – 3:23
8. Micaela Riera – Ropa sucia (feat. Matías Mayer, Macarena Paz, Nicole Luis, Florencia Cappiello, Talo Silveyra) – 3:38
9. Talo Silveyra – Tu mirada (feat. Nicole Luis) – 4:02
10. Micaela Riera – Ya te encontré (feat. Santiago Ramundo) – 2:24
11. Macarena Paz – Eme, la mejor (feat. Nicole Luis, Marco Gianoli) – 3:43
12. Micaela Riera – Atravesar el Tiempo (feat. Santiago Ramundo, Matías Mayer, Florencia Cappiello, Macarena Paz) – 3:49
13. Micaela Riera – Almohadas (feat. Macarena Paz, Nicole Luis) – 3:18
14. Talo Silveyra – Despegar (feat. Anibal Silveyra) – 3:10
15. John Varo – Yo tuve un sueño – 2:38
16. Natalia Cociuffo – Aquella tarde – 2:35
17. Danielle Bliberg – Disappearing – 4:02
18. Verónica Appeddu – Dame tu mano – 3:14
19. Talo Silveyra – Te invito (feat. Juan Cruz Porta, Marcos Rauch) – 2:06
20. Danielle Bliberg – Love is still standing – 3:26
21. Federico Coates – Dime (feat. Juan Cruz Porta, Franco Masini, Marcos Rauch, Talo Silveyra) – 3:16
22. Micaela Riera – Nos volvemos a abrazar (feat. Maureen Walmsley) – 3:11
23. Federico Coates – Libre (feat. Juan Cruz Porta, Franco Masini, Marcos Rauch) – 2:02
24. Leonardo Centeno – Mundo bonito – 4:08

Durata totale: 79:20

## Premi e riconoscimenti
- 2014 - Famavision de oro 2013[7][8]
  - Vinto - Canzone principale televisiva per "Un nuevo día".
  - Nomination - Videoclip per "Quiero que Me Lleve tu Amor".
  - Nomination - Canzone dell'anno per "Quiero que Me Lleve tu Amor".
- 2015 - Famavision de oro 2014[9]
  - Vinto - Videoclip per "Cancion de los Clones".